# Десятирукие
Десятиру́кие (лат. Decapodiformes) — надотряд головоногих моллюсков из подкласса двужаберных (Coleoidea). Представители обладают пятью парами рук, четвёртая из которых преобразована в ловчие щупальца. Располагающиеся на руках присоски вооружены крючьями.

## Классификация
Классификация надотряда в XXI веке претерпела серьёзные изменения, например, традиционный отряд кальмаров (Teuthida) признан парафилетической группой.
На январь 2023 года в надотряд включают 6 современных отрядов:
- Bathyteuthida
- Idiosepida
- Myopsida — Неритические кальмары[4]
- Oegopsida — Океанические кальмары[4]
- Sepiida — Каракатицы
- Spirulida

Неясной остаётся ситуация с таксоном Sepiolida — его либо признают отдельным отрядом (МСОП), либо понижают в ранге до подотряда Sepiolina в отряде каракатиц (WoRMS).

## Иллюстрации

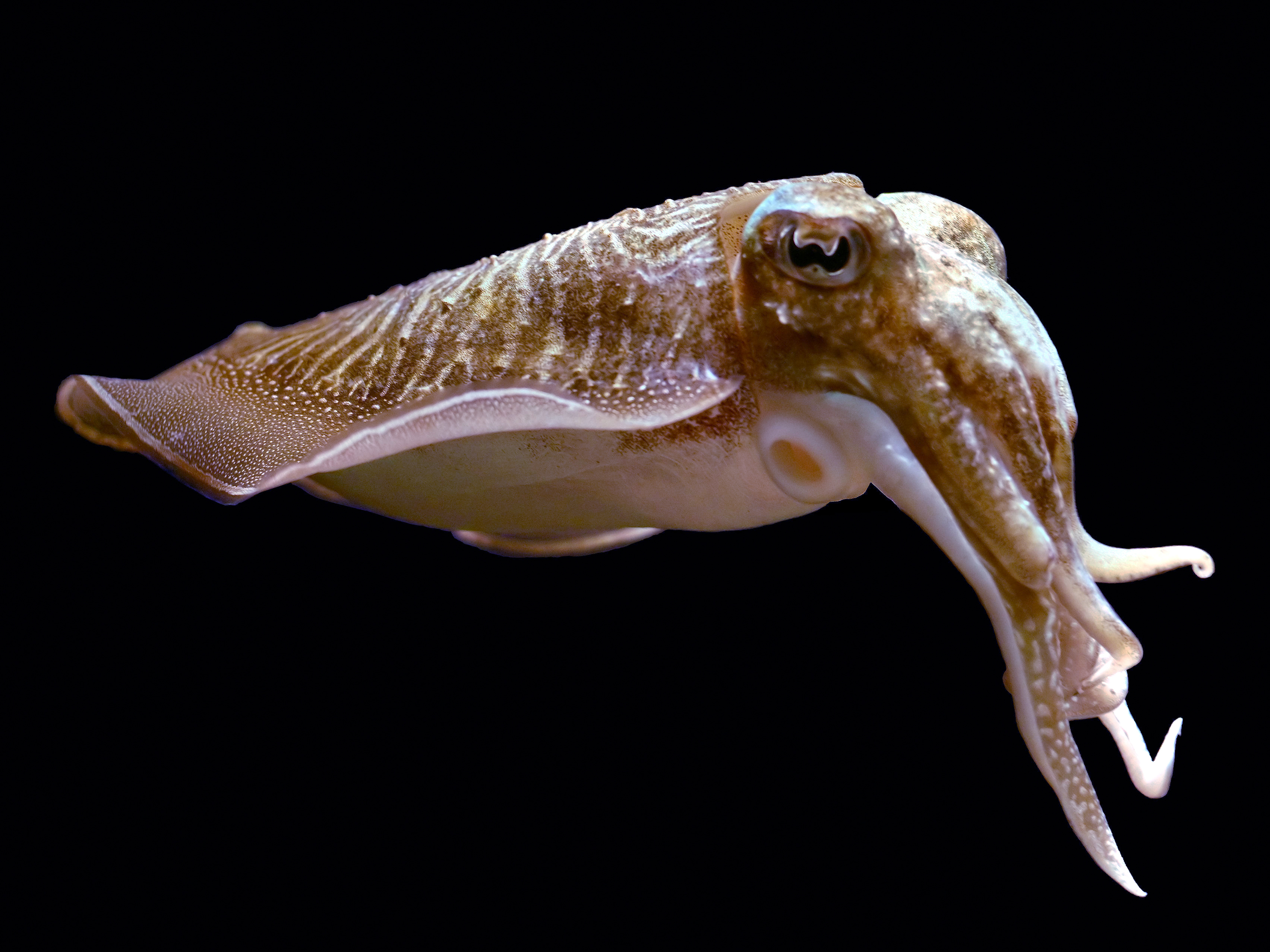
Лекарственная каракатица
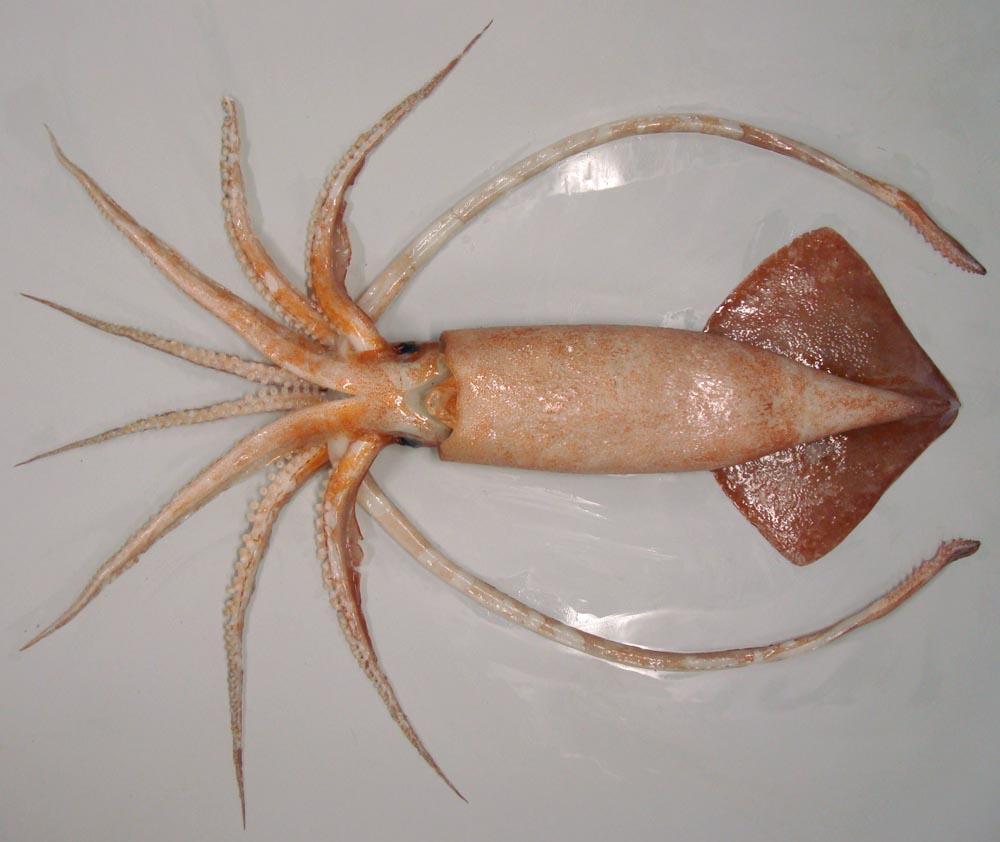
Onykia ingens
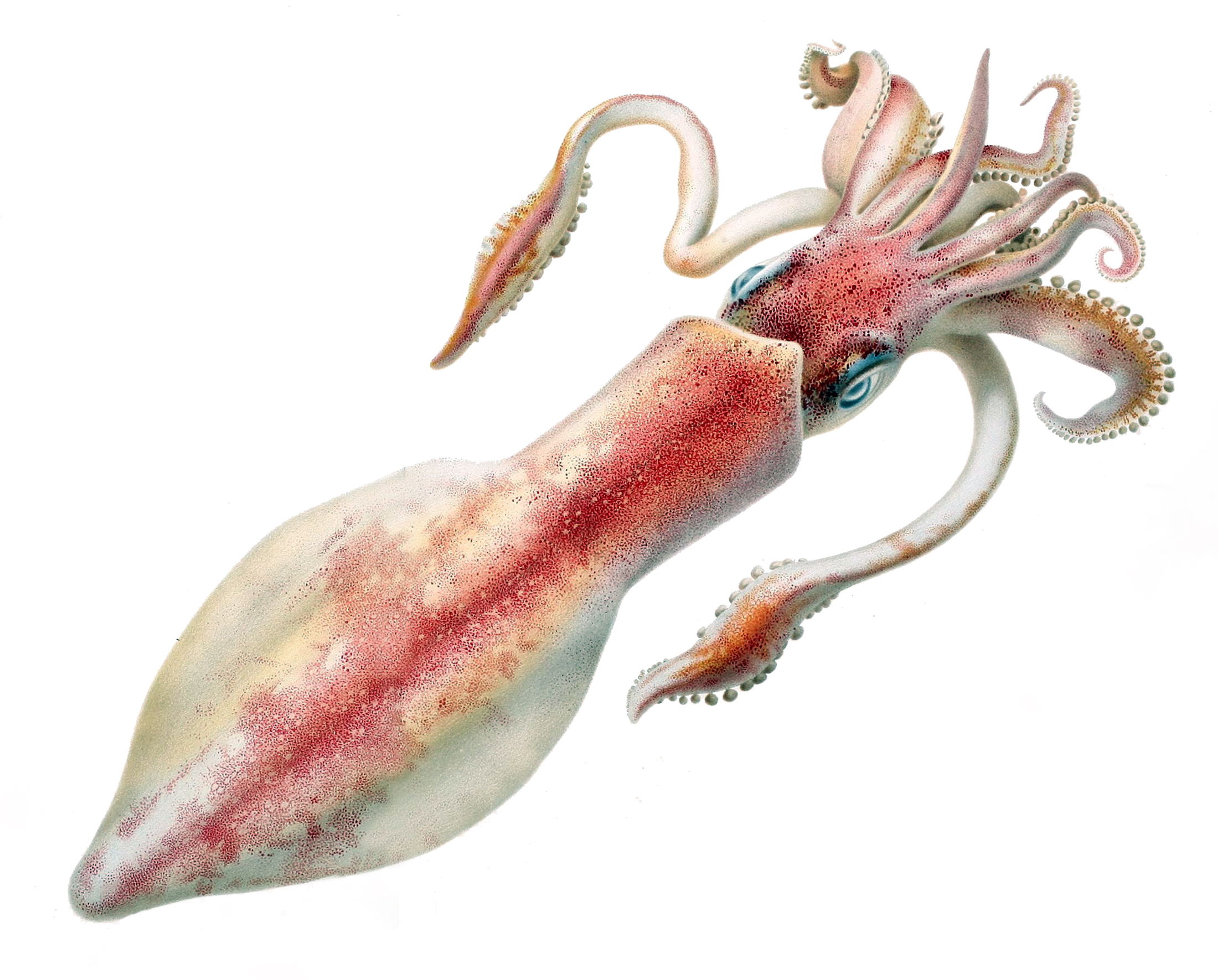
Loligo forbesii
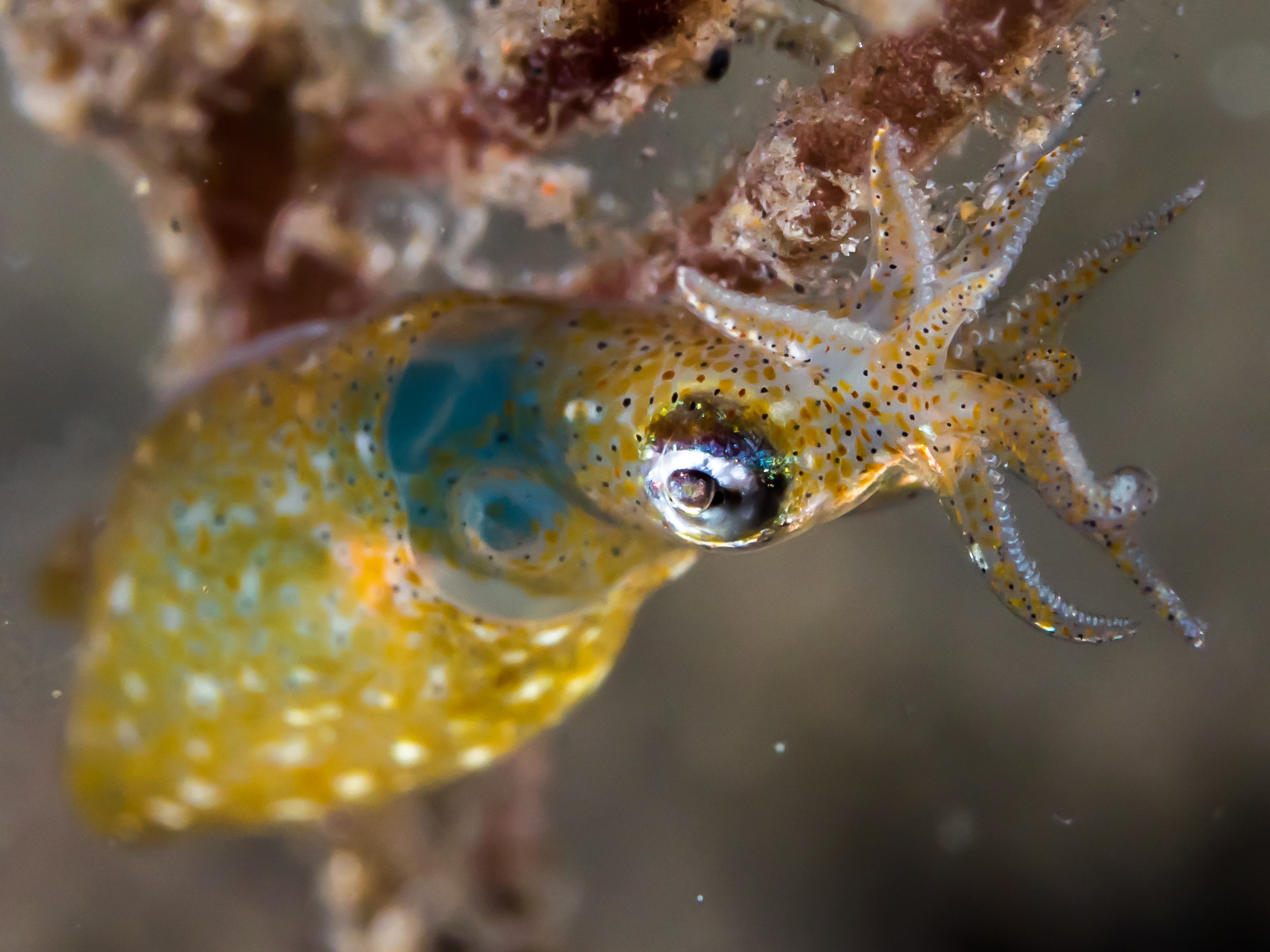
Idiosepius pygmaeus
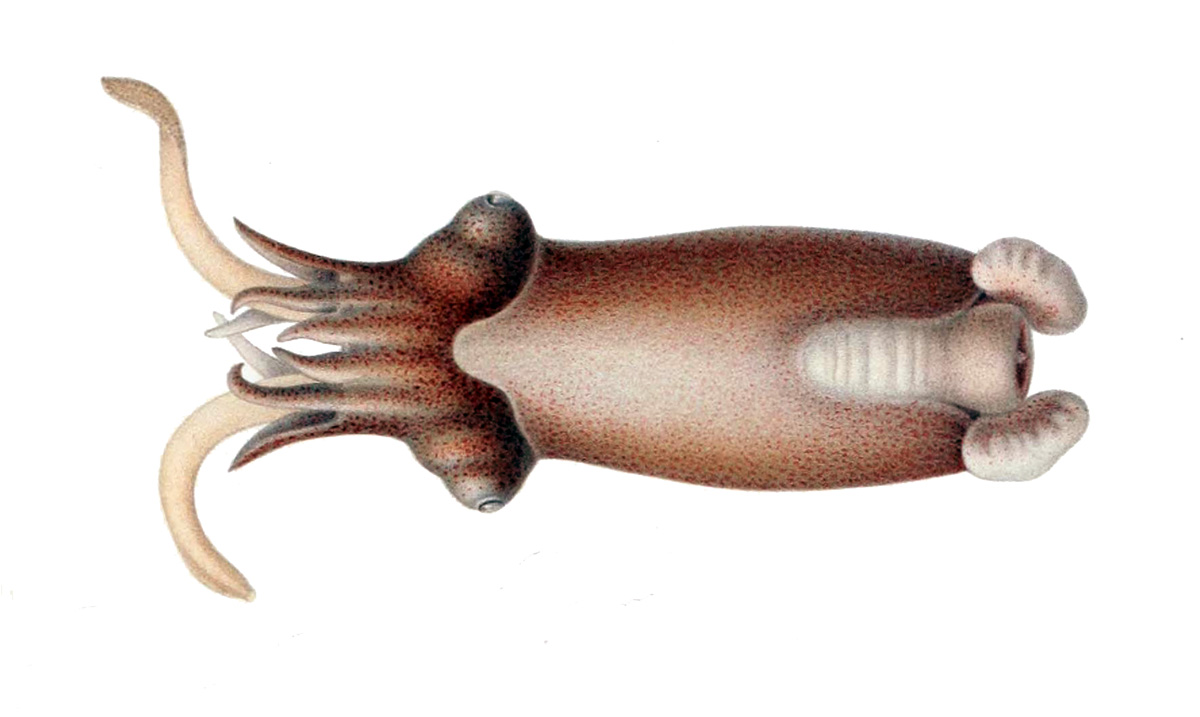
Спирула
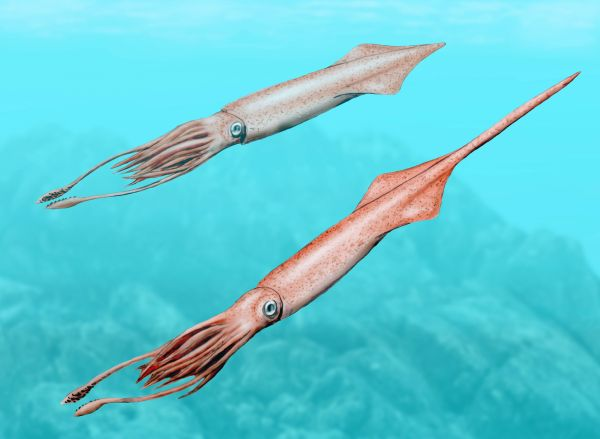
Белемниты Youngibelus (реконструкция)